# Hôpital de référence de Sangmélima
L'Hôpital de référence de Sangmélima, en abrégé HRS, est un hôpital public de deuxième catégorie à Sangmélima dans la région du Sud du Cameroun.

## Histoire de l’hôpital
En abrégé, HRS, il est créé le 20 mars 2014 par décret N° 2014/101 et inauguré en  2015.
Pendant les journées portes ouvertes tenues du 16 au 18 novembre 2021, le directeur de l'hôpital Dominique Noah Noah annonce son slogan au service des populations.

## Services de l'hôpital

### Plateau technique
Du 23 au 25 février 2022, l'hôpital possède une infrastructure de chirurgie laparoscopique présentée lors d'un atelier international de chirurgie laparoscopique.

## Risques sanitaires
L'hôpital est une infrastructure située dans le quartier Bitom, dans la région du Sud Cameroun frontalière avec le Gabon, la Guinée équatoriale et le Congo.
Dans la lutte contre le COVID-19, en 2020, il acquiert deux pavillons de 50 lits. 